# Thomas Gabriel Read

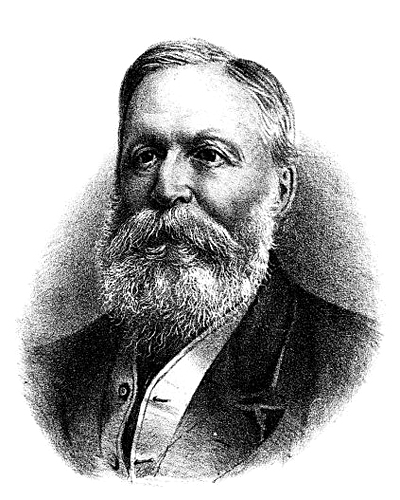
Thomas Gabriel Read

Thomas Gabriel Read (* zwischen 1824 und 1826 in Tasmanien, Australien; † Oktober 1894 in New Norfolk) war Goldsucher, Bergmann und später Farmer. Durch seine Goldfunde bei Dunedin löste er den Goldrausch in Otago aus.

## Leben
Read war der älteste Sohn der Einwanderer Frederick Read, Kaufmann und Bankier und Margaret Terry, Tochter eines Müllers. In seiner Kindheit erlitt er eine Kopfverletzung, infolge derer er für gewalttätige und bizarre Verhaltensweisen anfällig war. Er war dennoch sehr gebildet und vor allem an Klassik und englischer Literatur interessiert.
Als junger Mann segelte er auf seinem eigenen Schoner nach Kalifornien, um sein Glück mit der Suche nach Gold zu finden. Er fand nicht das Erhoffte und segelte schließlich zu den Inseln im Pazifik, wo er als Händler tätig war, bis er 1850 vor Hawaii schiffbrüchig wurde. Noch im gleichen Jahr kehrte er nach Australien zurück, um diesmal sein Glück in den Goldfeldern Victorias zu finden. Wieder war sein Erfolg eher mäßig.
1860 hatte er genug von Gewalt und Gesetzlosigkeit, die in den Goldfeldern dieser Zeit normal war, und ging zurück nach Hobart Town in Tasmanien. Doch im September 1860 packte ihn das Goldfieber wieder, als er von Goldfunden im Mataura River im südlichen Teil von Otago, Neuseeland gehört hatte. Im Februar 1861 erreichte er Port Chalmers im Otago Harbour. Doch das Mataura-Gebiet hatte sich inzwischen als nicht erfolgversprechend erwiesen. Trotzdem machte er sich auf den Weg nach Süden und kam auf seiner Reise mit John Hardy, Farmer und Mitglied des Otago Provincial Council, in Kontakt. Dieser glaubte fest an der Existenz des Goldes im Gebiet um den Tuapeka River, nahe der heutigen Stadt Lawrence. Read folgte seiner Empfehlung und wurde schließlich am 25. Mai 1861 in dem Gebiet fündig, welches heute als Gabriel’s Gully bekannt ist und als Ausgangspunkt des Otago-Goldrauschs gilt.
Read entdeckte im Juli 1861 weitere Vorkommen im sogenannten Waitahuna Feld. Nach diesem Erfolg beauftragte ihn der Otago Provincial Council in den Gebieten Waipori, Pomahaka und Mataura zu suchen, fand aber keine bedeutsamen Goldvorkommen mehr. Enttäuscht trat er am 6. November 1861 von seinem Job zurück. Mit £1.000 Anerkennung für seine Dienste und der Gewissheit im Geschichtsbuch zu stehen blieb er noch für drei Jahre im Land, schürfte in den Gebieten um Dustan und  Wakatipu und ging 1864 schließlich wieder zurück nach Tasmanien.
Read wurde Farmer und heiratete seine Cousine Amelia Mitchell. Seine unkontrollierten Gewaltausbrüche wurden häufiger, 1887 wurde er mit einer bipolaren Störung in das New Norfolk Hospital eingewiesen. Read starb im Oktober 1894 in New Norfolk an einem Schlaganfall.